# Gérard Souzay
Gérard Souzay, właśc. Gérard Marcel Tisserand (ur. 8 grudnia 1918 w Angers, zm. 18 sierpnia 2004 w Antibes) – francuski śpiewak, baryton.

## Życiorys
Uczył się śpiewu u Pierre’a Bernaca, następnie w latach 1940–1945 studiował w Konserwatorium Paryskim u Claire Croiza i Jeana-Émila Vanni-Marcoux. Zadebiutował w Paryżu w 1945 roku, w 1950 roku wystąpił w nowojorskim Town Hall. Występował na scenach europejskich, północno- i południowoamerykańskich, australijskich i japońskich. Początkowo występował z repertuarem pieśniowym, jako śpiewak operowy zadebiutował na festiwalu w Aix-en-Provence w 1957 roku rolą hrabiego Robinsona w Il matrimonio segreto Domenica Cimarosy. W 1965 roku wystąpił w nowojorskiej Metropolitan Opera jako hrabia Almaviva w Weselu Figara W.A. Mozarta. Wykładał na Indiana University w Bloomington (1985) i University of Texas w Austin (1986). Dokonał nagrań płytowych dla wytwórni Philips Records, EMI, Decca, RCA i HMV.